# تفجيرات الخمس 2015
تفجير بوابة النهر ويعرف أيضًا بتفجير الخمس أو مسلاتة، هو تفجير حدث في 24 نوفمبر عام 2015 بهجوم انتحاري لشاحنة مفخخة إستهدف نقطة تفتيش للشرطة العسكرية في البوابة الراطة بين مدينة الخمس ومسلاتة في منطقة المرقب و نتج عنه مقتل 7 أشخاص إضافةً لعشرات الجرحى وتدمير سيارات وتضرر مباني مجاورة لمكان الواقعة. فيما كان من بين المصابين عائلات كانت مارة بنقطة التفتيش.

## الواقعة
وقع التفجير الانتحاري باستخدام سيارة مفخخة عند الساعة 9:44 دقيقة صباحًا بالتوقيت المحلي يوم الثلاثاء، في نقطة أمنية جنوب مسلاتة وتبعد 130 كيلومتر شرق العاصمة طرابلس، تسيطر عليها فجر ليبيا الموالية لحكومة المؤتمر الوطني العام الجديد. وتسبب الانفجار في خسائر مادية فادحة بمقر الشرطة العسكرية، وألحق أضرارًا بالمسجد المجاور للمقر، والمنازل القريبة من موقع الحادث، كما تضررت سيارات المواطنين المارين عبر البوابة أثناء وقوع الانفجار.

## ردود الفعل
- أدانت وزارة الداخلية بحكومة الإنقاذ الوطني التفجير في بيانٍ لها أمرةً القائمين على حماية البوابات بمختلف المدن الليبية على أخذ الحيطة والحذر والتصدي «للمارقين والضرب بيد من حديد على كل من تسول له نفسه المساس بأمن وسلامة ووحدة ليبيا وشعبها».[6][7]